# Edward G. Givens
Edward Galen Givens, Jr, född 5 januari 1930 i Quanah, Texas, död i bilolycka 6 juni 1967 i Pearland, nära Houston, var en amerikansk astronaut uttagen i astronautgrupp 5 den 4 april 1966.

## Familjeliv
Givens var gift med Ada Eva Muuss fram till sin död och tillsammans hade de två barnen Catherine H., född 11 april 1963 och Edward G., född 12 juni 1964.